# Euloge de Cordoue
Pour les articles homonymes, voir Euloge.

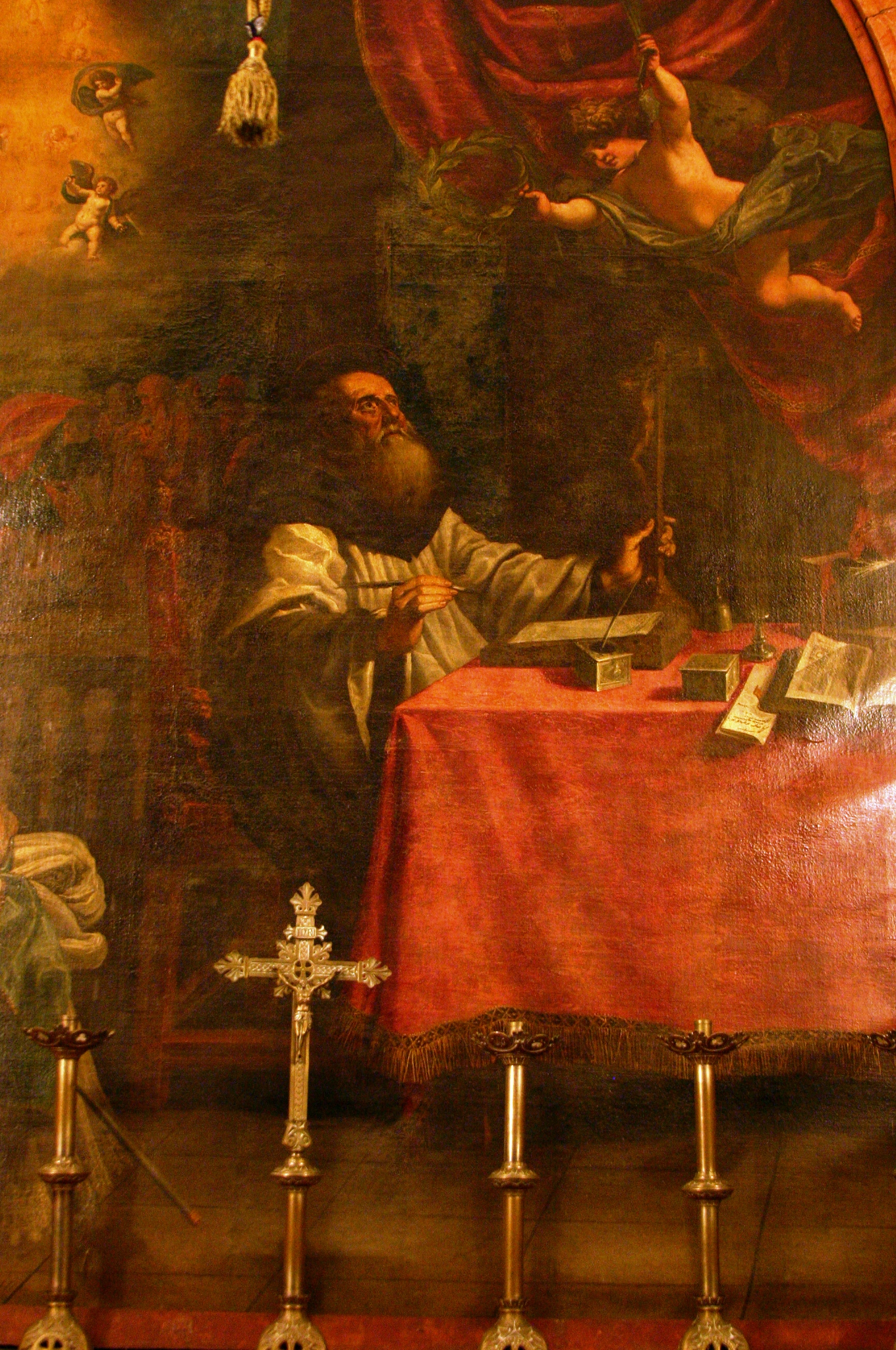
Saint Euloge, retable de la chapelle San Eulogio, cathédrale de Cordoue.

Euloge de Cordoue ou saint Euloge  (vers 810 dans l'émirat de Cordoue - 859) est un évêque et théologien espagnol qui fait partie des cinquante-huit martyrs de Cordoue, mis à mort, notamment, au IXe siècle. Ce saint est fêté le 11 mars.

## Histoire
Issu d'une des plus illustres familles chrétiennes d'Andalousie, Euloge devint prêtre après avoir reçu une éducation soignée. Il était pour tous un modèle d'ascèse et de piété, suscitant l'admiration de tous, y compris des juifs et des musulmans.
En 850, les Maures qui gouvernaient l'Espagne depuis près de 150 ans se mirent brusquement à persécuter les chrétiens[réf. nécessaire]. Les chrétiens étaient majoritaires et les Sarrasins ne parvenaient pas à leur faire embrasser l'islam tant ils étaient attachés à leur religion. Euloge encourage les chrétiens à demeurer fidèles à leur foi et les persuade d'éviter l'apostasie. Il recueille Léocricia, une jeune musulmane, devenue chrétienne, et que ses parents maltraitaient pour cette raison, ce qui lui vaut d'être emprisonné. Selon l'historien Olivier Hanne, il est le premier Latin à comprendre le Coran - qui n'est jamais nommé - comme un texte ou un ensemble de textes.
En 858, il est élu comme évêque de Cordoue. Il a immédiatement des problèmes avec l'émir de Cordoue qui le somme de renoncer publiquement au catholicisme. L'évêque refuse. Il est alors torturé par mille raffinements mais rien n'y fait.  En 859, alors qu'on le conduisait sur le lieu de son supplice, un eunuque le gifla. Sans rien dire, il lui tendit l'autre joue pour suivre à la lettre l'enseignement de Jésus-Christ, et reçut un second soufflet. Mais la force d'âme de l'évêque impressionna le bourreau, qui arrêta ensuite de le frapper. Devant le qādī - juge islamique - de Cordoue, il proclame de nouveau publiquement sa foi. Il est décapité pour avoir insulté le prophète de l'islam, le déclarant faux prophète. Les chrétiens de la ville récupérèrent son corps pour en faire des reliques.
En iconographie, il est représenté avec le crâne fendu par un glaive et le cœur percé d'une épée. Francisco Bayeu en fait en 1784, une des onze fresques qu'il réalise pour le cloitre de la Cathédrale de Tolède : Exhortation de San Eulogio.
C'est un des patrons des charpentiers et des travailleurs du cuivre. Il est également invoqué par les personnes condamnées qui souhaitent obtenir une grâce ou une remise de peine.

## Œuvres
- Livre Apologétique des martyrs écrit en 857, pour témoigner des souffrances des chrétiens de Cordoue
- Mémorial des Saints